# Diatraea lineolata
Diatraea lineolata là một loài bướm đêm trong họ Crambidae.